# Campurejo (Sambit)
Campurejo is een bestuurslaag in het regentschap Ponorogo van de provincie Oost-Java, Indonesië. Campurejo telt 3419 inwoners (volkstelling 2010).